# كارولين جانيس تشيري
كارولين جانيس تشيري (بالإنجليزية: Carolyn Janice Cherry) (1 سبتمبر 1942، سانت لويس في الولايات المتحدة -) مترجمة، كاتبة وروائية أمريكية، حاصلة على جائزة هوغو لأفضل رواية عن «أدنى أسفل المحطة» في العام 1982.

## روابط خارجية
- كارولين جانيس تشيري على موقع IMDb (الإنجليزية)
- كارولين جانيس تشيري على موقع ميوزك برينز (الإنجليزية)
- كارولين جانيس تشيري على موقع إن إن دي بي (الإنجليزية)